# Празненството
„Празненството“ (на датски: Festen) е датски филм от 1998 година, трагикомедия на режисьора Томас Винтерберг по негов сценарий в съавторство с Мортен Кауфман.
В центъра на сюжета е отбелязвания в провинциално имение юбилей на заможен глава на голямо семейство, по време на който един от синовете му го обвинява в сексуална злоупотреба с него и с неговата самоубила се близначка по времето, когато те са деца. Главните роли се изпълняват от Улрих Томсен, Хенинг Морицен, Томас Бо Ларсен, Паприка Стен.
„Празненството“ е първият филм на движението „Догма 95“ и е номиниран за „Златен глобус“, „Сезар“ и награда на БАФТА за чуждестранен филм.